# NGC 7830
NGC 7830 is een ster in het sterrenbeeld Vissen. Het hemelobject werd op 29 november 1864 ontdekt door de Duitse astronoom Albert Marth.